# 最高领导人 (朝鲜民主主义人民共和国)
最高领导人（朝鲜语：／ ch'oeko ryŏngdoja）是朝鲜民主主义人民共和国事实上的党政军最高领导人。该头衔在朝鲜宪法无明文规定，但目前规定国务委员会委员长是朝鲜国家元首。而《朝鲜劳动党章程》规定朝鲜劳动党总书记是劳动党的最高领导人。以前在金正日治下，这个头衔指的是朝鲜劳动党总书记和国防委员会委员长。
朝鲜劳动党总书记是最高领导人的首要政治职务。该职务自1948年朝鲜建国至1966年称委员长，1966年至2012年称总书记，2012年至2016年称第一书记，2016年至2022年称委员长，2022年复称总书记至今。
金日成、金正日、金正恩三代領導人都擔任朝鮮勞動黨總書記、中央軍委委員長和最高司令官的職務。
宣传工作者在1940年代末开始称金日成为最高领导人，后金正日、金正恩亦有使用本词。然而，一般来说，金日成和金正日在任内分别被冠以“伟大领袖”（／）和“偉大領導者”（／）名号。

## 列表
| 肖像                                   | 姓名                      | 职称                         | 时期                        | 任期                        | 任内确立的意识形态           |
| -------------------------------------- | ------------------------- | ---------------------------- | --------------------------- | --------------------------- | ---------------------------- |
|                                        | 金日成 김일성 (1912–1994) | 朝鲜内阁总理                 | 1948年9月9日–1972年12月28日 | 1948年9月9日–1994年7月8日   | 主体思想                     |
| 朝鲜劳动党委员长                       | 金日成 김일성 (1912–1994) | 1949年6月24日–1966年10月12日 |                             | 1948年9月9日–1994年7月8日   | 主体思想                     |
| 朝鲜劳动党总书记                       | 金日成 김일성 (1912–1994) | 1966年10月12日–1994年7月8日  |                             | 1948年9月9日–1994年7月8日   | 主体思想                     |
| 朝鲜民主主义人民共和国主席             | 金日成 김일성 (1912–1994) | 1972年12月28日–1994年7月8日  |                             | 1948年9月9日–1994年7月8日   | 主体思想                     |
|                                        | 金正日 김정일 (1941–2011) | 朝鲜国防委员会委员长         | 1993年4月9日–2011年12月17日 | 1993年4月9日–2011年12月17日 | 金日成主义 先军政治 十项原则 |
| 朝鲜劳动党总书记                       | 金正日 김정일 (1941–2011) | 1997年10月8日–2011年12月17日 |                             | 1993年4月9日–2011年12月17日 | 金日成主义 先军政治 十项原则 |
|                                        | 金正恩 김정은 (1984年生)  | 朝鲜劳动党第一书记           | 2012年4月11日–2016年5月9日  | 2012年4月11日–至今          | 金日成金正日主义 并进        |
| 朝鲜国防委员会第一委员长               | 金正恩 김정은 (1984年生)  | 2012年4月13日–2016年6月29日  |                             | 2012年4月11日–至今          | 金日成金正日主义 并进        |
| 朝鲜劳动党委员长                       | 金正恩 김정은 (1984年生)  | 2016年5月9日–2021年1月10日   |                             | 2012年4月11日–至今          | 金日成金正日主义 并进        |
| 朝鲜民主主义人民共和国国务委员会委员长 | 金正恩 김정은 (1984年生)  | 2016年6月29日至今            |                             | 2012年4月11日–至今          | 金日成金正日主义 并进        |
| 朝鲜劳动党总书记                       | 金正恩 김정은 (1984年生)  | 2021年1月10日至今            |                             | 2012年4月11日–至今          | 金日成金正日主义 并进        |

- 粗体表示朝鲜唯一执政党朝鲜劳动党的最高职务。